# Przewiertniowate
Przewiertniowate (Caprifoliaceae Juss.) – rodzina roślin okrytonasiennych z rzędu szczeciowców (Dipsacales). We współczesnym, szerokim ujęciu zalicza się tu 31 rodzajów z 890 gatunkami. Należą tu zarówno rośliny zielne, jak i krzewy i drzewa. Występują one głównie w Eurazji (Morinioideae, Zabelia) w Eurazji i Ameryce Północnej (Diervilloideaea, Caprifolioideae, Linnaeoideae), w Eurazji i Afryce (Dipsacoideae). Na wszystkich kontynentach z wyjątkiem Australii i Antarktydy rosną przedstawiciele podrodziny Valerianoideae. Do rodziny należy kilka gatunków jadalnych (roszpunka warzywna, jagoda kamczacka, Valeriana cornucopiae), stosowanych w przemyśle perfumeryjnym (nardostachys, wiciokrzew), w ziołolecznictwie (kozłek lekarski, nardostachys), liczne gatunki wykorzystywane są jako rośliny ozdobne, ze względu na efektowne i wonne kwiaty, czasem także barwne owoce (np. wiciokrzew, śnieguliczka, krzewuszka, kolkwicja, świerzbnica, szczeć, pierzogłówka, driakiew, ostrogowiec).

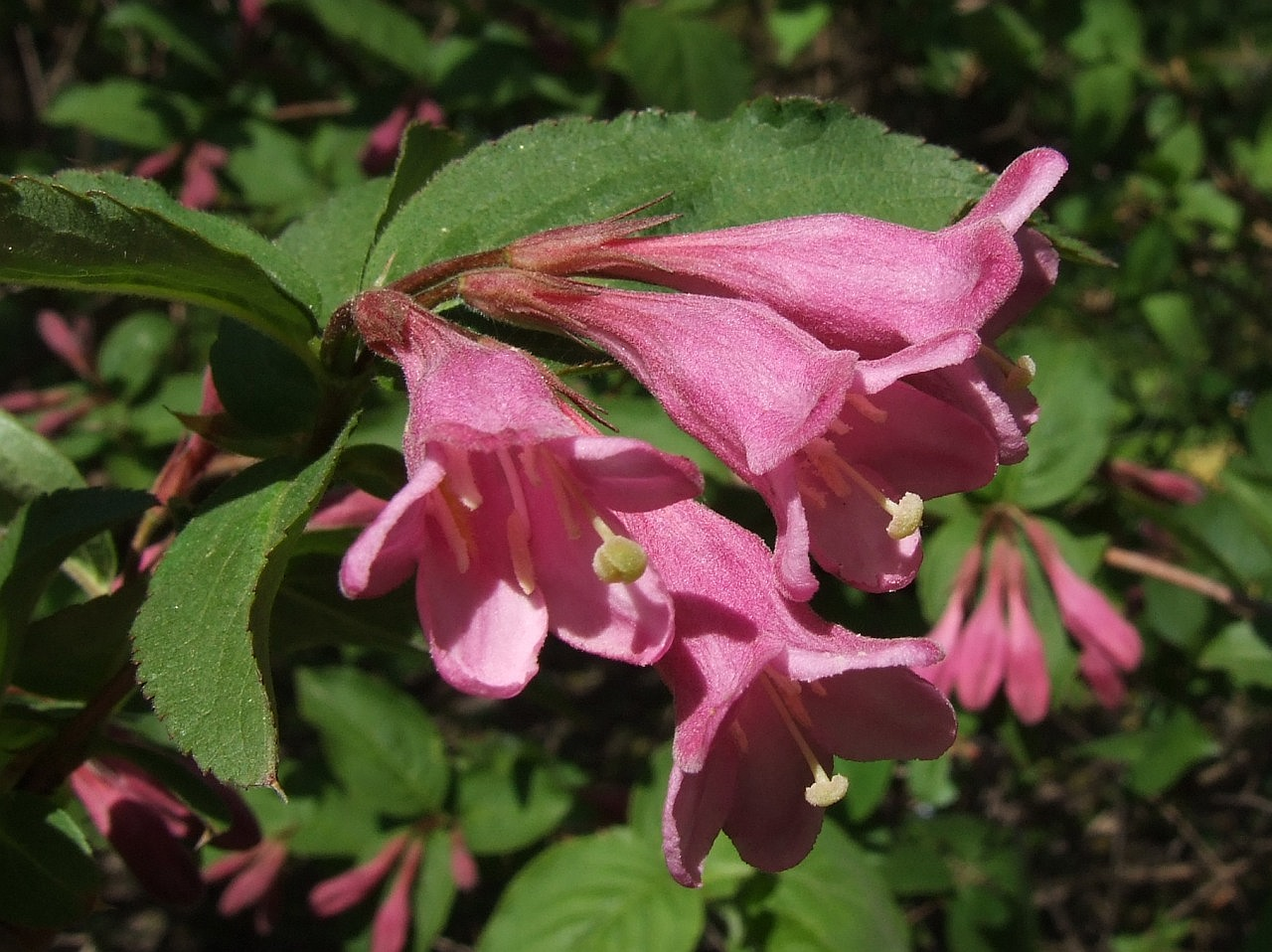
Kwiaty krzewuszki cudownej

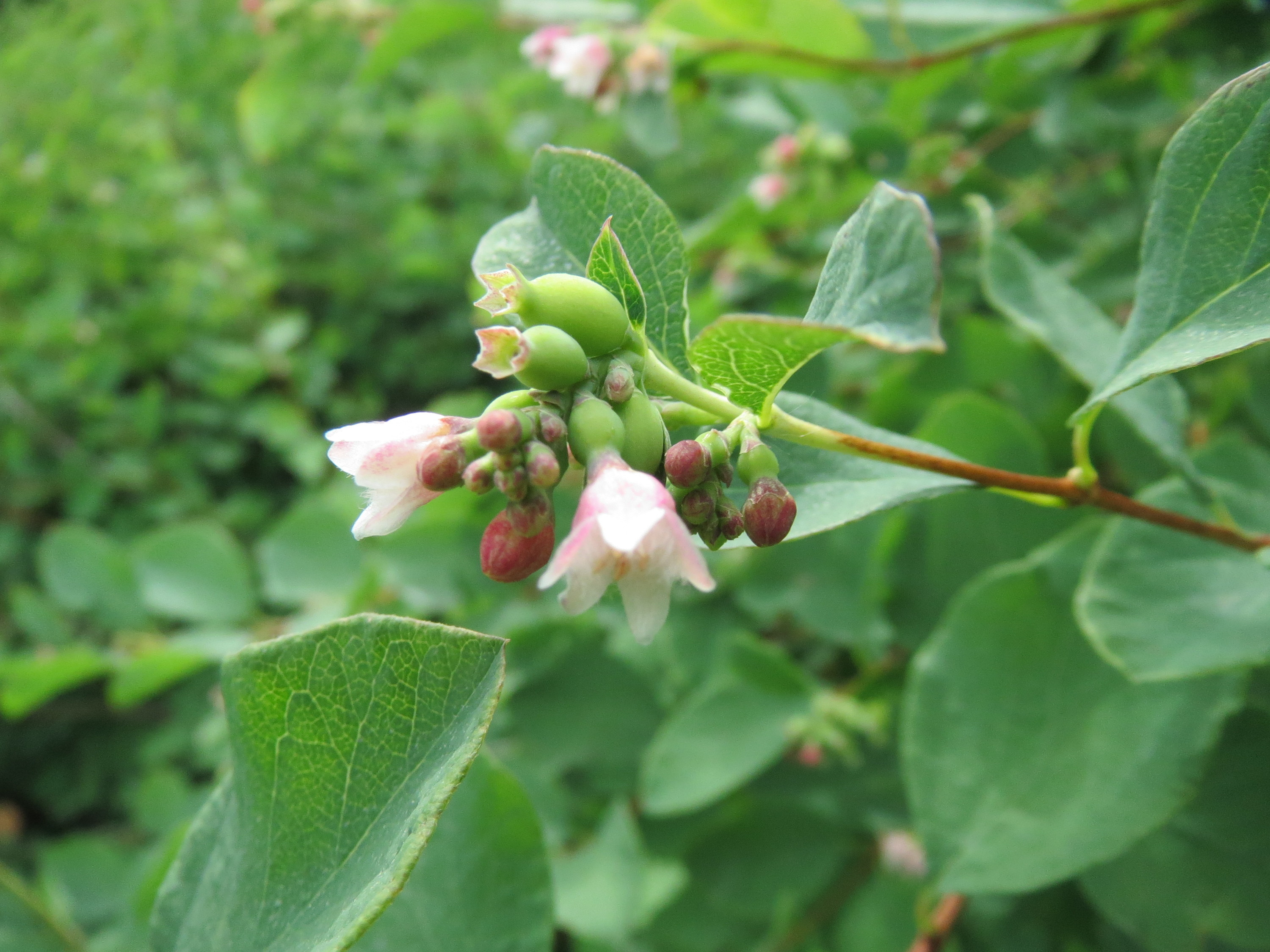
Śnieguliczka biała

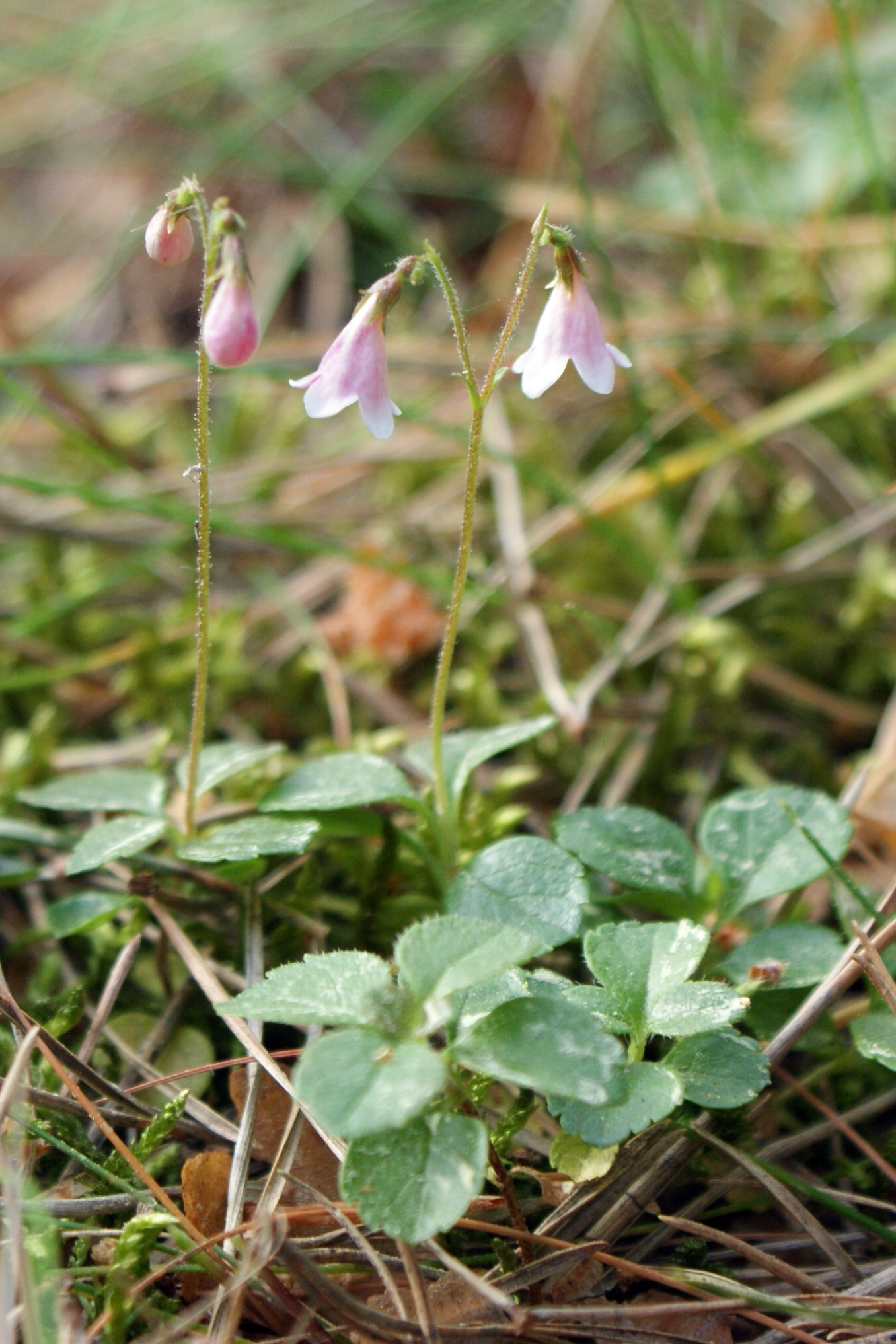
Zimoziół północny

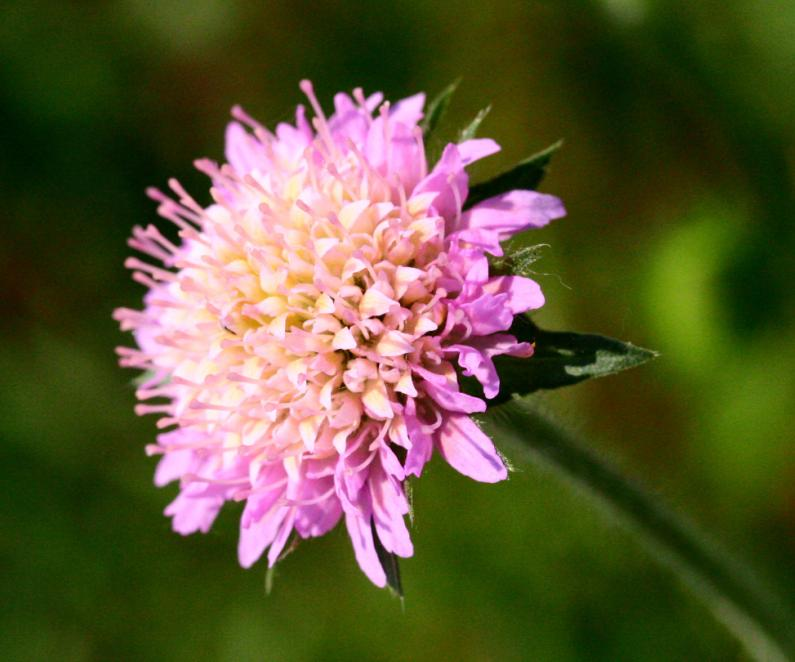
Kwiatostan świerzbnicy polnej

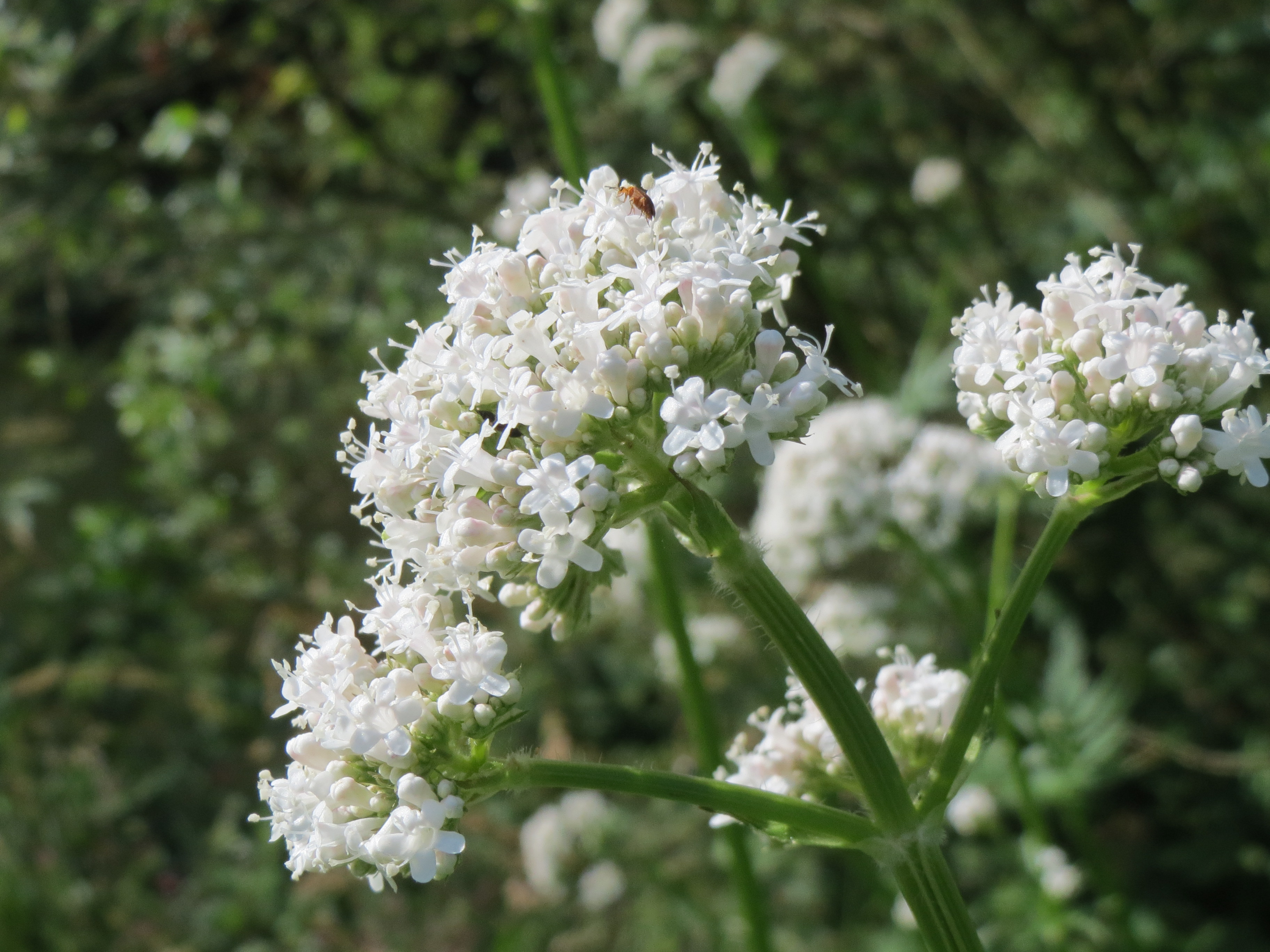
Kozłek lekarski

## Morfologia
PokrójRośliny zielne (jednoroczne, dwuletnie i byliny), także pnącza, krzewy i drzewa.
LiściePojedyncze, pierzasto wcinane i pierzasto złożone, wyrastające naprzeciwlegle lub w okółkach, o nasadzie siedzącej, czasem obejmującej łodygę, lub ogonkowe. Przylistków zwykle brak (wyjątkiem jest Leycesteria). Często występuje zróżnicowanie kształtu liści rozwijających się na pędach wegetatywnych i generatywnych.
KwiatyZebrane we wsparte przysadkami wierzchotkowe kwiatostany proste lub złożone, nierzadko skupione w główki. Często występują listki okrywy. Kwiaty zwykle mniej lub bardziej grzbieciste, rzadziej promieniste. Zwykle obupłciowe, choć czasem funkcjonalnie jednopłciowe. Kielich jest zrosłodziałkowy i zwykle trwały, złożony z 4–5 działek (rzadko 2 lub 3). Korona kwiatu składa się zwykle z 5 zrośniętych płatków (rzadko bywa ich 3 lub 4). Na płatkach znajdują się miodniki. Pręciki  w liczbie od 1 do 5 przyrośnięte są do rurki korony. Czasem dwa pręciki są dłuższe od innych (są dwusilne), czasem dwa pręciki wykształcają się jako płonne prątniczki (Morina). Pylniki łączą się z nitką pręcika od tyłu i otwierają podłużnymi pęknięciami. Zalążnia jest dolna, czasem wpół dolna i tworzy ją najczęściej 5 (rzadko od 2 do 8) owocolistków. Szyjka słupka jest pojedyncza. Znamię jest główkowate, ścięte, z jedną do pięciu łatek.
OwoceNiełupki, torebki, jagody lub pestkowce.

## Systematyka
Przez długi czas w systemie Cronquista (1981) wyodrębniane były w rzędzie szczeciowców Dipsacales dobrze rozpoznawalne i odrębne rodziny: piżmaczkowate Adoxaceae, przewiertniowate Caprifoliaceae sensu stricto, szczeciowate Dipsacaceae i kozłkowate Valerianaceae. Badania molekularne wykazały jednak, że dwie ostatnie z tych rodzin są zagnieżdżone w obrębie parafiletycznych w tradycyjnym ujęciu przewiertniowatych. Dla uzyskania monofiletycznych rodzin z przewiertniowatych wyodrębniono w osobne rodziny dierwillowate Diervillaceae, raźniowate Morinaceae i zimoziołowate Linnaeaceae. Takie ujęcie obowiązywało w systemie APG I (1998). W systemie APG II (2003) dopuszczono opcjonalnie połączenie wszystkich rodzin z wyjątkiem piżmaczkowatych w przewiertniowate Caprifoliaceae sensu lato. W systemie APG III z 2008 i APG IV z 2016 rodzina Caprifoliaceae występuje już tylko  w szerokim ujęciu. Za takim rozwiązaniem przemawia m.in. problematyczna pozycja niektórych rodzajów (zwłaszcza Heptacodium łączonego prowizorycznie z Caprifolioideae i Zabelia sytuowanego blisko Morina).
Pozycja systematyczne w rzędzie szczeciowców
| szczeciowce | \| \| piżmaczkowate Adoxaceae \| \| \| \| \| \| przewiertniowate Caprifoliaceae \| \| \| \| |
|             | \| \| piżmaczkowate Adoxaceae \| \| \| \| \| \| przewiertniowate Caprifoliaceae \| \| \| \| |
|             | piżmaczkowate Adoxaceae                                                                     |
|             |                                                                                             |
|             | przewiertniowate Caprifoliaceae                                                             |
|             |                                                                                             |

Klasyfikacja systematyczna w obrębie rodziny
|  | Morinoideae                                                     |
|  |                                                                 |
|  | Zabelia                                                         |
|  |                                                                 |
|  | \| \| Dipsacoideae \| \| \| \| \| \| Valerianoideae \| \| \| \| |
|  |                                                                 |
|  | Dipsacoideae                                                    |
|  |                                                                 |
|  | Valerianoideae                                                  |
|  |                                                                 |

|  | Dipsacoideae   |
|  |                |
|  | Valerianoideae |
|  |                |

|  | Morinoideae                                                     |
|  |                                                                 |
|  | Zabelia                                                         |
|  |                                                                 |
|  | \| \| Dipsacoideae \| \| \| \| \| \| Valerianoideae \| \| \| \| |
|  |                                                                 |
|  | Dipsacoideae                                                    |
|  |                                                                 |
|  | Valerianoideae                                                  |
|  |                                                                 |

|  | Dipsacoideae   |
|  |                |
|  | Valerianoideae |
|  |                |

|  | Morinoideae                                                     |
|  |                                                                 |
|  | Zabelia                                                         |
|  |                                                                 |
|  | \| \| Dipsacoideae \| \| \| \| \| \| Valerianoideae \| \| \| \| |
|  |                                                                 |
|  | Dipsacoideae                                                    |
|  |                                                                 |
|  | Valerianoideae                                                  |
|  |                                                                 |

|  | Dipsacoideae   |
|  |                |
|  | Valerianoideae |
|  |                |

|  | Morinoideae                                                     |
|  |                                                                 |
|  | Zabelia                                                         |
|  |                                                                 |
|  | \| \| Dipsacoideae \| \| \| \| \| \| Valerianoideae \| \| \| \| |
|  |                                                                 |
|  | Dipsacoideae                                                    |
|  |                                                                 |
|  | Valerianoideae                                                  |
|  |                                                                 |

|  | Dipsacoideae   |
|  |                |
|  | Valerianoideae |
|  |                |

|  | Morinoideae                                                     |
|  |                                                                 |
|  | Zabelia                                                         |
|  |                                                                 |
|  | \| \| Dipsacoideae \| \| \| \| \| \| Valerianoideae \| \| \| \| |
|  |                                                                 |
|  | Dipsacoideae                                                    |
|  |                                                                 |
|  | Valerianoideae                                                  |
|  |                                                                 |

|  | Dipsacoideae   |
|  |                |
|  | Valerianoideae |
|  |                |

|  | Morinoideae                                                     |
|  |                                                                 |
|  | Zabelia                                                         |
|  |                                                                 |
|  | \| \| Dipsacoideae \| \| \| \| \| \| Valerianoideae \| \| \| \| |
|  |                                                                 |
|  | Dipsacoideae                                                    |
|  |                                                                 |
|  | Valerianoideae                                                  |
|  |                                                                 |

|  | Dipsacoideae   |
|  |                |
|  | Valerianoideae |
|  |                |

|  | Morinoideae                                                     |
|  |                                                                 |
|  | Zabelia                                                         |
|  |                                                                 |
|  | \| \| Dipsacoideae \| \| \| \| \| \| Valerianoideae \| \| \| \| |
|  |                                                                 |
|  | Dipsacoideae                                                    |
|  |                                                                 |
|  | Valerianoideae                                                  |
|  |                                                                 |

|  | Dipsacoideae   |
|  |                |
|  | Valerianoideae |
|  |                |

|  | Morinoideae                                                     |
|  |                                                                 |
|  | Zabelia                                                         |
|  |                                                                 |
|  | \| \| Dipsacoideae \| \| \| \| \| \| Valerianoideae \| \| \| \| |
|  |                                                                 |
|  | Dipsacoideae                                                    |
|  |                                                                 |
|  | Valerianoideae                                                  |
|  |                                                                 |

|  | Dipsacoideae   |
|  |                |
|  | Valerianoideae |
|  |                |

Diervilloideae Rafinesque
- Diervilla Miller – dierwilla, zadrzewnia
- Weigela Thunberg – krzewuszka

Caprifolioideae Eaton – przewiertniowe
- Heptacodium Rehder – heptakodium
- Leycesteria Wallich
- Lonicera L. – wiciokrzew
- Symphoricarpos Duhamel – śnieguliczka
- Triosteum L. – goryczyn

Linnaeoideae Rafinesque – zimoziołowe
- Abelia R. Brown – abelia
- Diabelia Landrein
- Dipelta Maximowicz – dwutarczka
- Kolkwitzia Graebner – kolkwicja
- Linnaea L. – zimoziół
- Vesalea Martens & Galeotti

Morinoideae
- Acanthocalyx (de Candolle) van Tieghem
- Morina L. – morina, raźnia, moryna
- Zabelia (Rehder) Makino

Dipsacoideae Eaton – szczeciowe
- Bassecoia B.L.Burtt
- Cephalaria Roem. & Schult. – głowaczek
- Dipsacus L. – szczeć
- Knautia L. – świerzbnica
- Lomelosia Raf.
- Pseudoscabiosa Devesa
- Pterocephalidium G.López
- Pterocephalus Adanson – pierzogłówka
- Pterothamnus V.Mayer & Ehrend.
- Pycnocomon Hoffmanns. & Link
- Scabiosa L. – driakiew
- Succisa Haller – czarcikęs
- Succisella Beck – czarcikęsik
- × Succisoknautia Baksay
- Triplostegia de Candolle

Valerianoideae Rafinesque – kozłkowe
- Centranthus de Candolle – ostrogowiec
- Nardostachys de Candolle – nardostachys
- Patrinia de Jussieu – patrynia
- Valeriana L. – kozłek
- Valerianella Miller – roszpunka